# صخر بركاني فتاتي

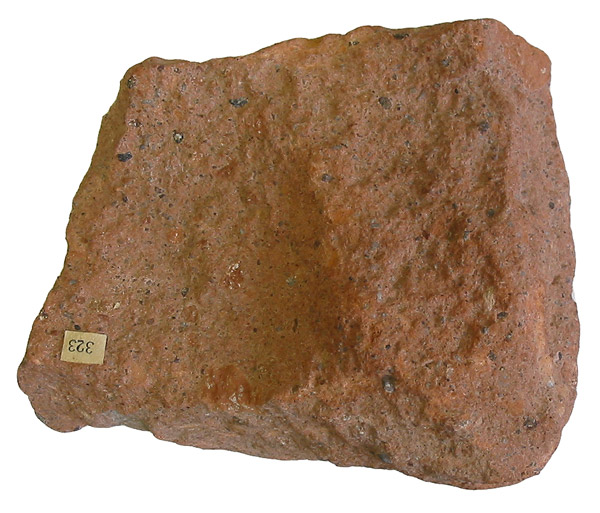
صخر بركاني فتاتي.

الصخور البركانية الفتاتية أو الصخور الفتاتية الحرارية هو صخر فتاتي مكون من مواد بركانية ، حيث تطايرت المادة البركانية الخفيفة وترسبت وتماسكت بفعل الضغط وعوامل المياه والرياح . تنشأ من النشاط البركاني وترسب الغبار البركاني lapilli وقد تحتوي على حبيبات من المقذوفات الأخرى. 
وقد يتكون الصخر البركاني الفتاتي من حبيبات حجرية مختلفة الأحجام منها مجروشات كبيرة إلى الرماد الناعم طفة بركانية ، وتصنف أنواع الصخور البركانية الفتاتية إلى قنابل بركانية، و لويبات و غبار بركاني. ويعتبر الغبار البركاني ناري بسبب تكونه من رماد بركاني من مكونات احجار بركانية . ويوجد نوع من الأحجار الرسوبية النارية تسمى ignimbrite وهي أحجار رسوبية تكونت من غاز شديد الحرارة ومختلطا به رماد ناشئ عن لوافظ بركانية.

## اقرأ أيضا
- تدفق بركاني فتاتي
- صخر نابط
- انفجار بركاني
- انبثاق بركاني
- بركان طبقي
- بركان درعي
- بركان تصدعي
- صهارة
- لوافظ آيسلندا
- تفرا
- ريوليت
- بازلت
- صخر مدملك